# Exorista psychidivora
Exorista psychidivora là một loài ruồi trong họ Tachinidae.